# コックリさんが通る
『コックリさんが通る』（コックリさんがとおる）は、奥瀬サキによる日本の漫画作品。『週刊ヤングサンデー増刊 大漫王』および『週刊ヤングサンデー』にて連載された。単行本は全3巻、文庫版全2巻。

## ストーリー
風の街。土地に憑かぬモノの集まるフキダマリの街。主人公・大森狸花子は仲間達と出会い、自身に眠る強力なマジリモノの血と共に、街に起こるマジリモノが絡む事件に立ち向かう。
ヤクザ、マジリモノ、売春、暴力、金、命、涙、風。狸花子がこの街で見るものは全て、決して彼女にとって他人事ではなかった。

## 登場人物
大森狸花子（おおもり りかこ）
狸のマジリモノ。しかしその自覚もなく一族から無能扱いされていたが、実は無意識下で制御できない能力を自制していた。
鬼により若長である父が殺された後は従兄弟の家に預けられたが、そこで従兄弟とその友人達数人により集団レイプをされかけ全員半殺しにしてしまい、東京で一人暮らしを始める。
運動、格闘能力が高く筋力もある。狐子に誘われ天野探偵事務所に出入りし、マジリモノとしての自覚や本来の能力について悩む。雷の力を持つことが示唆される。
大塚狐子（おおつか きつねこ）
生下着や小水を売って小遣い稼ぎをしている狐のマジリモノ。転入してきた狸花子の同級生。いち早く狸花子の「同族の匂い」に気付く。
中学生の頃から、本来はまだ使えない筈の狐火の片鱗を見せ、今では自由に操れる。
圭狗の焼くホットケーキにあんこを一缶山盛りに乗せて食べる。
天野圭狗（あまの けいぐ）
探偵業を営む天狗のマジリモノ。天狗と言えば扇子だが、バブル期の女性がディスコのお立ち台で振っていた様な羽根扇子で風を操る。
自宅兼事務所でコーヒー、ホットケーキとホイップクリームを嗜んでいる事が多い。
依頼人の話を聞きながらその特徴をメモする癖がある。
神湯芯之助（かみゆ　しんのすけ）
神父。眼鏡。狸花子達の通う学校近くの空手道場で常に自身を鍛えているが、サンドバッグへ打ち込むのを見た狸花子曰く「凄いケリ打ち込んでたな、あの人……空手のケリじゃないぞお、あれ」との事。教会も道場の近く。圭狗とは旧知の仲らしく、童貞神父と呼ばれる。風蟲に憑かれて行方不明の少女の捜索依頼に天野探偵事務所を訪れる。
里村晶（さとむら しょう）
想いを寄せていた水樹怜子を辱めた相手に傷害事件を起こした過去がある。保護観察中で現在、就学はしていない。大検を受けるつもりで図書館で勉強する。偶然、三宅彰一の携帯を手にし、怜子と再会して事件に巻き込まれる。常にカッターナイフを隠し持つ。実はマジリモノで、身体的に追い詰められると黒い靄と共にカマイタチの様な切断力を揮う。
水樹怜子（みずき れいこ）
女子高生。売春で小遣い稼ぎ。晶の元クラスメイト。三宅彰一と関係を持ち、三宅がヤクザのカネを持ち逃げして消えたせいで狙われる。自らを「だめなんだ」「こういうひと」と言う。
三宅彰一（みやけ しょういち）
中年男性。サラリーマンだったが同居女の借金補填に追われていた。会社の金を300万横領し、それを退職金代わりに告訴されず解雇。その後ヤクザと共にノミ屋をしていたがその頃入れあげていた怜子と逃げようとヤクザの金を8000万持って消えた。
寧子（ねいこ）
山猫の末裔。3年前に生き別れた双子の姉を探す旅を続けている。中学生の狐子を助け、力になる。姉と生き別れた事情に狐が絡んでいるらしく、実は狐を敵視しているが、子供の狐子はその対象ではなかった。
烏爺（からすじい）
公園に住み、そこに小さな結界を持つ。地面から出る前の蝉が好物。
犬飼力（いぬかい つとむ）
かつて1人の来つ寝（狐）に仕えていた犬神。ヤクザのシマを荒らさない程度に中学生を使ったデートクラブを経営。同性愛者。恋人のコウジを大切にする事で自分は野良犬ではないと辛うじて信じていた。狐子（当時中学生、デートクラブのメンバー）の体臭が自分の魂を狂わせたと言う。ヤクザとの関係が破綻し、全てを失い狐子を狙うが寧子と衝突する。

## 蠱族
人に精霊の欠片が混じり生まれた。
自分たちを"マジリモノ"と呼ぶことが多い。
山猫
最速の蠱族。軽い身のこなしと鋭い爪が特徴。
古くから人と蠱わってきたために血が薄まり、能力は絶えたと思われていた。
犬神
鬼と並び古来より恐れられてきた傭兵専門の戦闘蠱族。
攻撃的な性質と全身凶器と称される肉体を持ち、筋肉組織の超振動で物体を内部から破壊する。
狙われて助かった者はいないと言われている。
常に主人の命令に忠実であり、人間・蠱族問わず仕える。

## 単行本
単行本
1. コックリさんが通る 1：1996年5月5日初版発行 ISBN 978-4-09-151741-8
2. コックリさんが通る 2：1997年10月5日初版発行 ISBN 978-4-09-151742-5
3. コックリさんが通る 3：2000年9月5日初版発行 ISBN 978-4-09-151743-2

文庫版
1. コックリさんが通る Planset3 上：2006年10月発行 ISBN 978-4-84-011721-0
2. コックリさんが通る Planset3 下：2006年11月発行 ISBN 978-4-84-011738-8